# Honda Varadero
La Honda Varadero è una famiglia di enduro stradali che la casa motociclistica giapponese Honda ha costruito in Spagna tra la fine degli anni novanta e metà anni 2000 in due modelli di motocicletta disponibile in due varianti di cilindrata: la Honda XL 125V Varadero e Honda XL 1000V Varadero.

## Versioni
Le due motociclette, rispettivamente da 125 e 1000 cm³ di cilindrata, fanno parte del segmento "enduro stradali", adatte ad un uso versatile, utilizzabili prevalentemente su strada e nel fuoristrada poco impegnativo. La versione maggiore è stata introdotta sul mercato nel 1999, mentre la minore nel 2001; entrambe venivano costruite negli stabilimenti spagnoli.